# Recopa Sudamericana 1993
La Recopa Sudamericana 1993 è stata la quinta edizione della Recopa Sudamericana; in questa occasione a contendersi la coppa furono il vincitore della Coppa Libertadores 1992 e il vincitore della Supercoppa Sudamericana 1992.

## Tabellino

### Andata
NB: questo incontro è anche valido per il Campeonato Brasileiro Série A 1993
| Arbitro: | Renato Marsiglia |

| |            | |
| · Zetti · Gilmar · Válber · Ronaldo Luiz · Cafu · Dinho · Toninho Cerezo · Palhinha · Leonardo · Juninho Paulista · Guilherme · André Luiz · Valdeir | Formazioni | · Sérgio · Paulo Roberto · Róbson · Luizinho · Nonato · Ademir · Douglas · Rogério Lage · Boiadeiro · Luís Fernando · Macedo · Careca · Ronaldo |
| Telê Santana | Allenatori | Carlos Alberto Silva |

### Ritorno
| Arbitro: | Jorge Nieves |

| |                      | |
| Luís Fernando Ademir Paulo Roberto Ronaldo | Tiri di rigore 2 – 4 | Dinho Cafu Válber Ronaldão |
| · Sérgio · Paulo Roberto · Róbson · Luizinho · Célio Lúcio · Nonato · Ademir · Rogério Lage · Boiadeiro · Luís Fernando · Macedo · Careca · Ronaldo | Formazioni           | · Zetti · Gilmar · Válber · Ronaldão · André Luiz · Dinho · Toninho Cerezo · Palhinha · Catê · Cafu · Juninho Paulista · Valdeir · Jamelli |
| Carlos Alberto Silva | Allenatori           | Telê Santana |